# NSU・Ro80

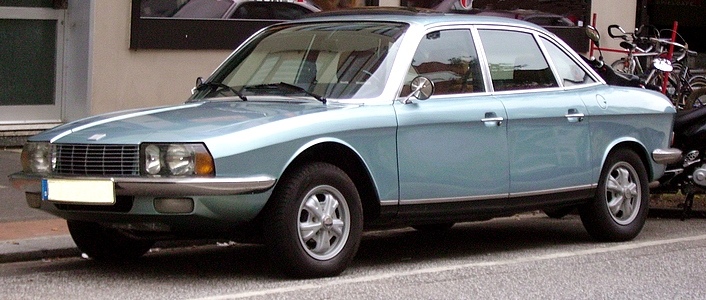
Ro 80（後期型)

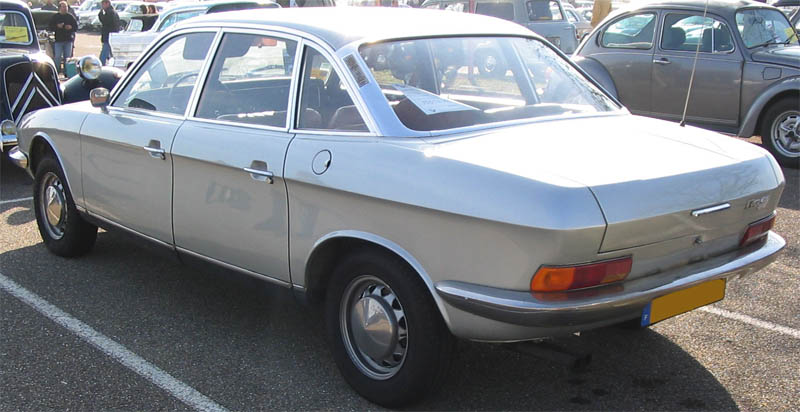
Ro 80（前期型)

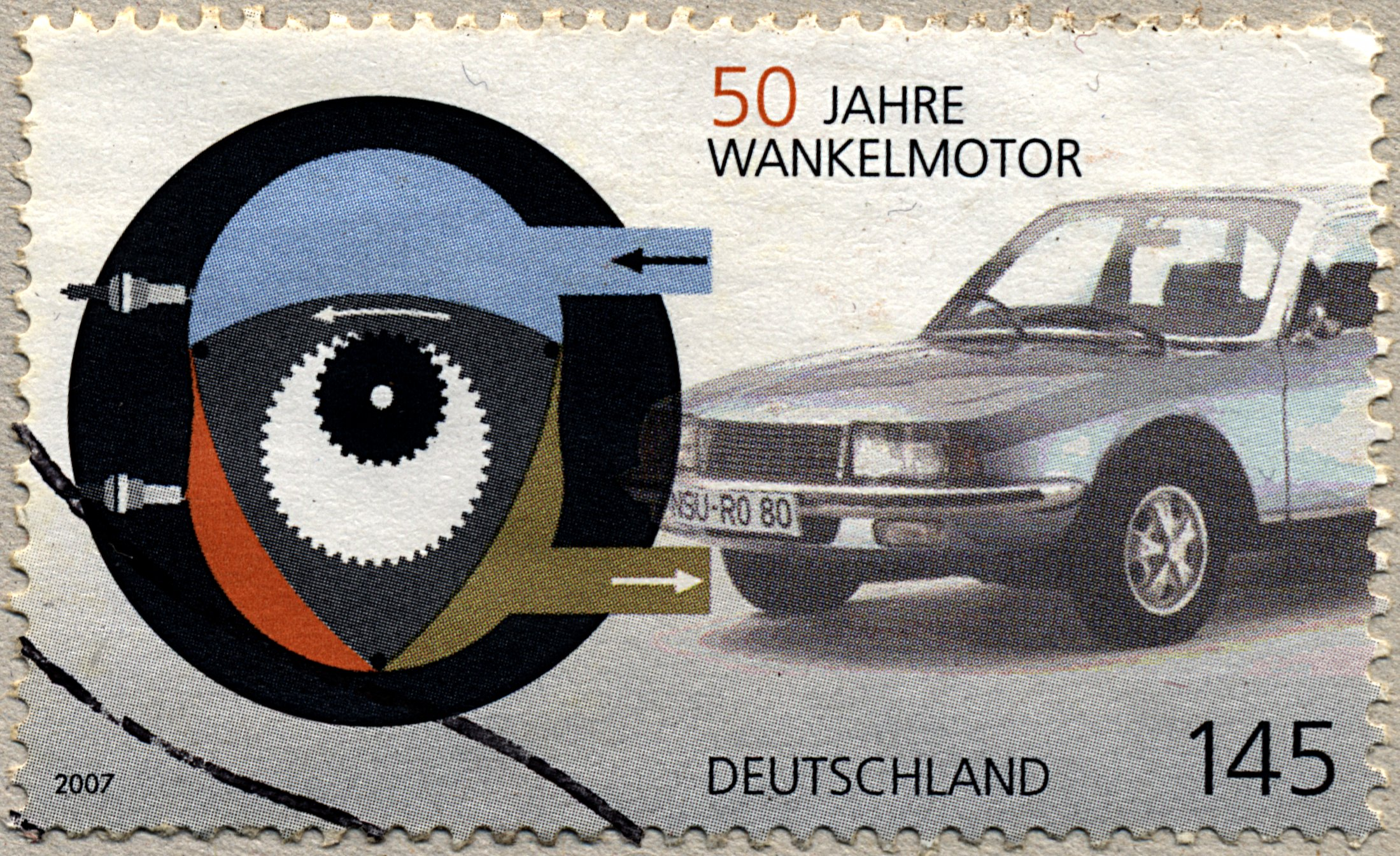
ロータリーエンジン発明50周年記念切手のRo 80

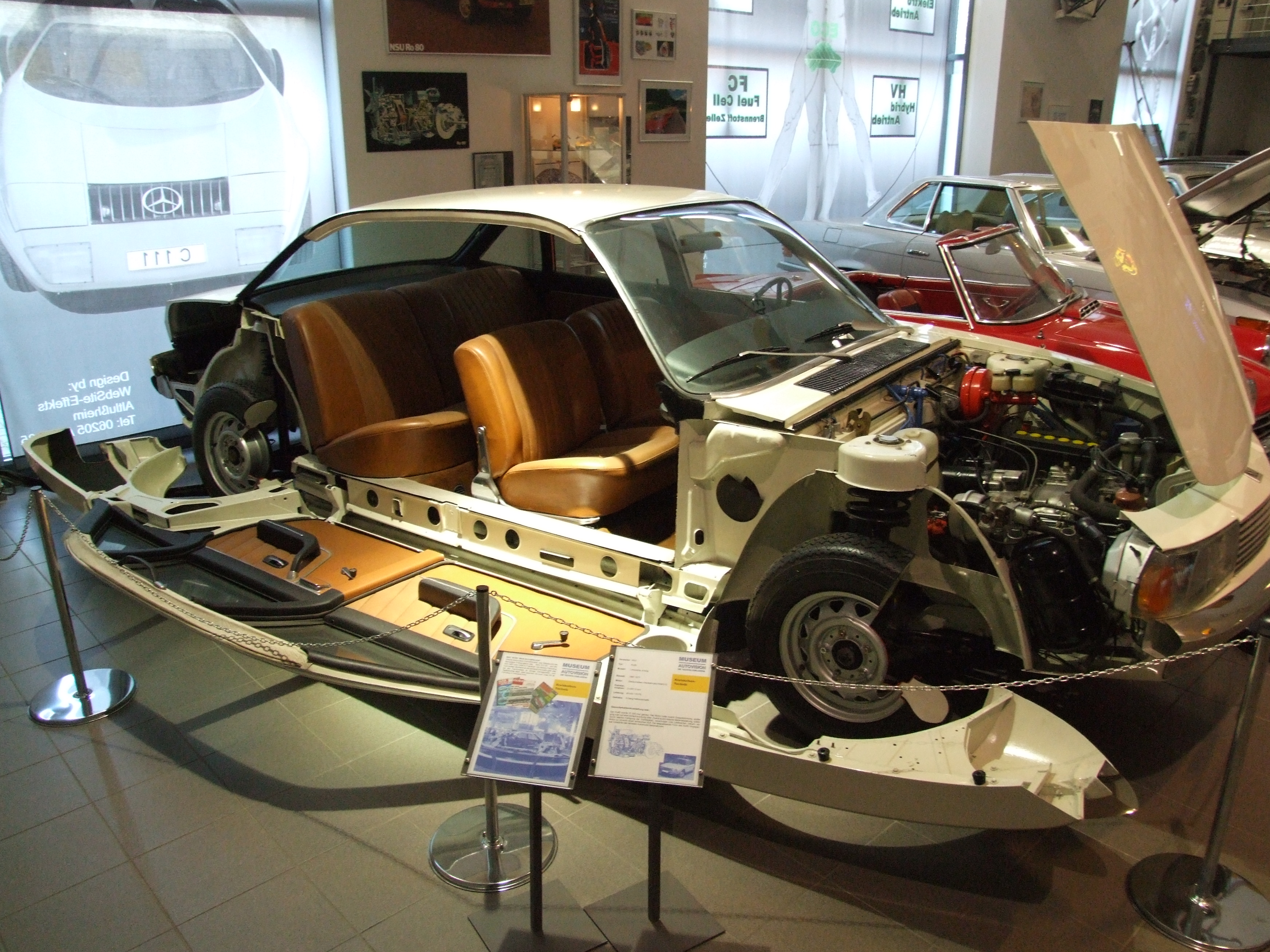
Ro 80, IAA-Modell,
アルトルスハイム(独) オートビジョン自動車博物館

Ro80（ローエイティ）は、1967年から1977年までドイツ・NSUが製造・販売していた中型自動車。

## 概要
世界初のロータリーエンジンを搭載した4ドアセダンであり、2ローターエンジンも1963年以来プロトタイプが改良され続け、1967年に発売された。NSUのロータリーエンジン搭載車としては1ローターエンジン搭載のヴァンケルスパイダーに次ぐ第二作である。
既存車パーツを使った急造車で実績作りの目的が強かったヴァンケルスパイダーとは異なり、Ro80は全体が新規設計のアッパーミドルクラスの乗用車として開発された。ロータリーエンジンの軽量コンパクトさを活かすため、エンジンをフロント側にオーバーハングさせた前輪駆動方式を採用。2ローターエンジンはヴァンケルロータリーの基本設計であった高速向けのペリフェラルポート式吸排気として、497.5cc×2で最高出力85kW(115PS)/5,500rpmを発生する。剛性重視のやや大柄なボディのため車重は1.3t近くに及ぶが、180km/hの最高速度を公称した。トルク不足傾向を補うため、トルクコンバータを組み込んだ3速式のセミオートマチックトランスミッションを採用している。なお、燃費が不利なことを見越して、燃料タンク容量は83Lと大型であった。
エンジンのみならず、その他の面でも先進的であった。全長4,780mmに対してホイールベースを2,860mm確保した高速巡航向けのシャーシに、Cd値0.355と空力特性に優れる未来的なスタイリングの6ライトセダンボディが組み合わせられた。当時のNSUチーフデザイナーで後にBMWに転ずるクラウス・ルーテ（Claus Luthe）が手がけたこのボディは、ガラスエリアが広く、剛性確保とパッケージングの面でも優秀な設計であり、往復運動のないロータリーエンジンの特性とも相まって、高速巡航時の車内騒音は著しく抑えられていた。
サスペンションはフロントにストラット式、リアにセミトレーリングアーム式サスペンションを採用した四輪独立式で、同時代のメルセデス・ベンツやBMWに比肩する内容であり、ブレーキも4輪ディスク仕様で、特にフロントにはインボード式を導入した。さらには前輪駆動の操縦負担を軽減するため、ZF製油圧パワーステアリングを装備していたが、これは当時の中型乗用車としては先進的で贅沢な仕様であった。
このように、時代に先んずる高度な内容を備えた高速型サルーンであり、1968年にはヨーロッパ・カー・オブ・ザ・イヤーを獲得するほど、デビュー当初は高い評価を受けた。特にその空力スタイルは1980年代のアウディ・100に強い影響を与えており、今日のアウディ各車種の思想的源流にもなっている。
ところが、同時期にやはりロータリーエンジン車市販化に成功し、その後順調に生産を拡大したマツダとは対照的に、NSU製のロータリーエンジンにはオイルシール不良によるエンジン載せ替えをはじめとしたトラブルが続出した。問題はエンジンそのものに留まらず、高回転エンジンの遠心力に初期型のトルクコンバータが強度不足で耐えきれず損傷を起こし、油圧系統を壊す事態まで起きた。NSUはこれらのクレーム対応に追われ、経営は傾いた。その後、NSUは1969年にフォルクスワーゲンの傘下に入り、アウディと経営統合されたため、Ro80は最後のNSU車となった。
アウディ（アウトウニオン）との経営統合後もRo80の生産は続行された。1970年代に入るとエンジンの問題は克服されたが、一度傷付いたイメージは回復せず、1973年のオイルショックにより販売はますます低迷し、1977年4月に生産中止となった。10年間での生産台数は3万7,204台。
ヨーロッパのロータリーエンジン車として、あまりに先進的であったために商業的に失敗に終わったという点では、NSUからライセンス供与を受けて1973年にデビューしたフランスのシトロエン・GSビロトールにも似た運命であった。ただし、GSビロトールの大半がメーカーの手で回収されスクラップにされたのに対し、ドイツやイギリスでは現在でも多くのRo80が愛好家によって稼働状態にある。
日本にも1968年から1970年頃まで、NSU日本総代理店であった安全自動車によって少数輸入され、個人所有で現存するものがある。

## 派生車種
フォルクスワーゲン・K70はRo 80のシャシーに水冷4気筒レシプロエンジンを搭載した車種で、NSUが開発後、VWの手で1970年～1974年の間に生産された。スタイリングはRo80よりもやや角ばったものとなった。